# فراتفکیک‌پذیری
سیستم‌های تصویربرداری دیجیتال به دلیل راحتی کاربرد و هزینه مناسب به‌طور چشمگیری گسترش یافته‌اند، اما هنوز به دلیل پائین بودن رزولوشن (تفکیک‌پذیری یا وضوح تصویری) نسبت به سیستم‌های تصویر برداری پیشین (سیستم‌های نوری)، دچار ضعف می‌باشند. تلاش‌های بسیاری جهت افزایش رزولوشن تصاویر دیجیتالی صورت گرفته که به دو بخش کلی نرم‌افزاری و سخت‌افزاری قابل تقسیم‌بندی می‌باشند.
در بخش سخت‌افزاری با هرچه غنی تر نمودن تعداد پیکسل‌های موجود بر روی حسگرهای دوربین‌های دیجیتالی در واحد سطح، می‌توان درجه تفکیک تصویر را افزایش داد. بعلاوه، با هرچه کوچکتر نمودن سلول‌های حسگرهای دوربین‌های دیجیتالی، مقدار نور مؤثر دریافت شده توسط هر سلول، کاهش می‌یابد؛ البته می‌توان با ایجاد شبکه‌ای از عدسی‌های محدب بر روی لایه فوقانی سلول‌های حسگر، مقدار نور مؤثر دریافتی توسط هر سلول حسگر را افرایش داد. لیکن به دلیل وجود تعداد بسیار زیاد سلول‌های حسگر، نویز ضربه ای ناشی از قطع و وصل جریان در درون این شبکه سلولی، همچنان وجود داشته و عامل مؤثری جهت کاهش کیفیت تصویر نهایی می‌گردد؛ بنابراین روش سخت‌افزاری جهت رسیدن به تصاویری با کیفیت و رزولوشن بالاتر، بسیار پرهزینه و عملاً تا حدی غیرممکن می‌باشد و معمولاً نمی‌توان از حد معینی، به دلیل محدودیت‌های تکنیکی موجود در تکنولوژی ساخت مدارات مجتمع، فراتر رفت.
استفاده از روش نرم‌افزاری، جهت افزایش رزولوشن تصاویر دیجیتالی موضوعی است که به عنوان راه حل جایگزین روش‌های سخت‌افزاری مطرح می‌گردد که از لحاظ اقتصادی مقرون به صرفه می‌باشد. هدف در چنین روش‌های نرم‌افزاری، تولید تصویر با رزولوشن بالاتر توسط همان دوربین‌های تصویر برداری دیجیتالی با رزولوشن پائین می‌باشد به طوریکه تصویر نهایی از لحاظ رزولوشن همانند تصویر برداشت شده توسط دوربینی با رزولوشن بالاتر گردد که اگر در دسترس می‌بود، می‌توان برداشت نمود.

## فراتفکیک پذیری
یکی از تکنیک‌های مطرح شده در بعد نرم‌افزاری، جهت افزایش کیفیت تصویر چه از لحاظ تعداد پیکسل‌ها و چه از لحاظ کاهش مقدار نویز، تکنیک فراتفکیک پذیری (سوپر رزولوشن) می‌باشد. این تکنیک از لحاظ نامگذاری به دلیل آنکه قادر خواهیم بود از محدوده توانایی سیستم تصویر برداری فراتر رویم، فرا تفکیک‌پذیری نامیده می‌شود؛ در این تکنیک تلفیق چندین تصویر با رزولوشن پائین‌تر باعث تولید تصویر نهایی با رزولوشن بالاتر می‌گردد.
نکته کلیدی در این تکنیک، استفاده از در هم آمیختگی می‌باشد زیرا که هر تصویر برداشت شده از صحنه مورد نظر تنها بخشی از اطلاعات فرکانس بالای صحنه را دریافت نموده است و این اطلاعات فرکانس بالا در تمام تصاویر پخش شده است، بنابراین می‌توان از این اطلاعات توزیع شده‌استفاده نمود و تصویری با رزولوشن و کیفیت بالاتر ایجاد نمود. مطالعات انجام شده نشان می‌دهد که پدیده در هم آمیختگی به دلیل محدود بودن تعداد پیکسل هایِ حسگر هایِ دوربین هایِ دیجیتالی می‌باشد.

## فراتفکیک پذیری، چرا و چه وقت ممکن می‌باشد؟
سؤال بنیادی این می‌باشد که چه عاملی فراتفکیک پذیری را ممکن می‌سازد. این پرسش را توسط مثالی که در ادامه بدان خواهیم پرداخت، توضیح خواهیم داد؛ چنانچه حسگر دوربینی با ابعاد ۴*۴ از صحنه خاصی تصویر برداری نماید، با افزایش تعداد سلول‌های حسگر دوربین به تعداد ۱۶*۱۶، تصویر برداشت شده دارای رزولوشن بیشتری خواهد بود. حال اگر توسط همان حسگر چهار تصویر از یک صحنه یکسان برداشت نمائیم که اختلاف آن‌ها در حد مقداری صحیح از واحد پیکسل باشد، فراتفکیک پذیری ممکن نخواهد بود، ولی چنانچه چهار تصویر دریافتی اختلافی در حد کسری از واحد پیکسل داشته باشند، فراتفکیک پذیری ممکن می‌گردد؛ زیرا که اختلاف چهار تصویر فوق در حد کسری از واحد پیکسل، اطلاعات اضافه‌ای را از صحنه برداشت شده ایجاب می‌کند که پتانسیل افزایش رزولوشن را تقویت می‌نماید.

## پیکربندی تکنیک فراتفکیک پذیری
اکثر روش‌های فراتفکیک پذیری را می‌توان به دو بخش تقسیم نمود: بخش ثبت تصویر Image Registration و بخش بازسازی تصویر Image Reconstruction.
دقت بسیار بالایی در بخش ثبت تصویر لازم است (در حد کسری از واحد پیکسل) تا بتوان در بخش بازسازی، تصویری با رزولوشن بالا را به‌طور صحیح ایجاد نمود. اگر پارامترهای ثبت تصویر به‌طور غلط تخمین زده شده باشند، معمولاً بهتر است که یکی از تصاویر را توسط روش‌های درونیابی به اندازه مطلوب تغییر دهیم، تا اینکه اطلاعات چندین تصویر را به‌طور غلط، با یکدیگر تلفیق نمائیم. پس از آنکه تصاویر ثبت شدند، جهت بدست آوردن تصویری با رزولوشن بالا از نمونه‌های نمونه برداری شده به صورت غیریکنواخت، یک روش بازسازی تأثیرناپذیر از نویز (Robust)، لازم می‌باشد. بخش اصلی تر، بخش ثبت تصویر می‌باشد که در تکنیک فراتفکیک پذیری از اهمیت بالایی برخوردار می‌باشد، زیرا که در این بخش تفاوت اصلی میان درونیابی و تکنیک فراتفکیک پذیری به‌طور آشکار مشخص می‌گردد.